# Gmina Strawczyn
Die Gmina Strawczyn ist eine Landgemeinde im Powiat Kielecki der Woiwodschaft Heiligkreuz in Polen. Ihr Sitz ist das gleichnamige Dorf mit etwa 1000 Einwohnern.

## Partnerschaft
- Falkenstein/Vogtl. in Deutschland[2]

## Gliederung
Zur Landgemeinde (gmina wiejska) Strawczyn gehören folgende Ortschaften mit einem Schulzenamt.
Chełmce
Hucisko
Korczyn
Kuźniaki
Małogoskie
Niedźwiedź
Oblęgorek
Oblęgór
Promnik
Ruda Strawczyńska
Strawczyn
Strawczynek
Weitere Orte der Gemeinde sind Akwizgran, Bugaj, Górka Lasku, Podgace, Śliwiny, Widoma und Zaskale.

## Persönlichkeiten
- Stefan Żeromski (1864–1925), Autor, geboren in Strawczyn.